# Settime
Settime est une commune italienne de la province d'Asti, dans la région Piémont.

## Administration
| Période                                  | Période | Identité     | Étiquette    | Qualité |
| ---------------------------------------- | ------- | ------------ | ------------ | ------- |
| 2009                                     | 2014    | Guido Rosina | Lista civica | Maire   |
| 2014                                     |         | Paola Borgio | Lista civica | Maire   |
| Les données manquantes sont à compléter. |         |              |              |         |

### Communes limitrophes
Asti, Chiusano d'Asti, Cinaglio.